# Parre
Parre ist eine italienische Gemeinde (comune) mit 2680 Einwohnern (Stand 31. Dezember 2023) in der Provinz Bergamo in der Lombardei.

## Geographie
Der Ort liegt etwa 30 Kilometer nordöstlich von Bergamo am Rand der Bergamasker Alpen im Valle Seriana. Wenige Kilometer östlich fließt der Serio. Nachbargemeinden sind Ardesio, Clusone, Piario, Ponte Nossa, Premolo und Villa d’Ogna.

## Geschichte
Parre wurde 928 erstmals als Villa de Parre urkundlich erwähnt. 

## Diverses
Eine kulinarische Spezialität ist das Scarpinocc, ein Ravioli-Gericht mit Käse, Ei und Butter.

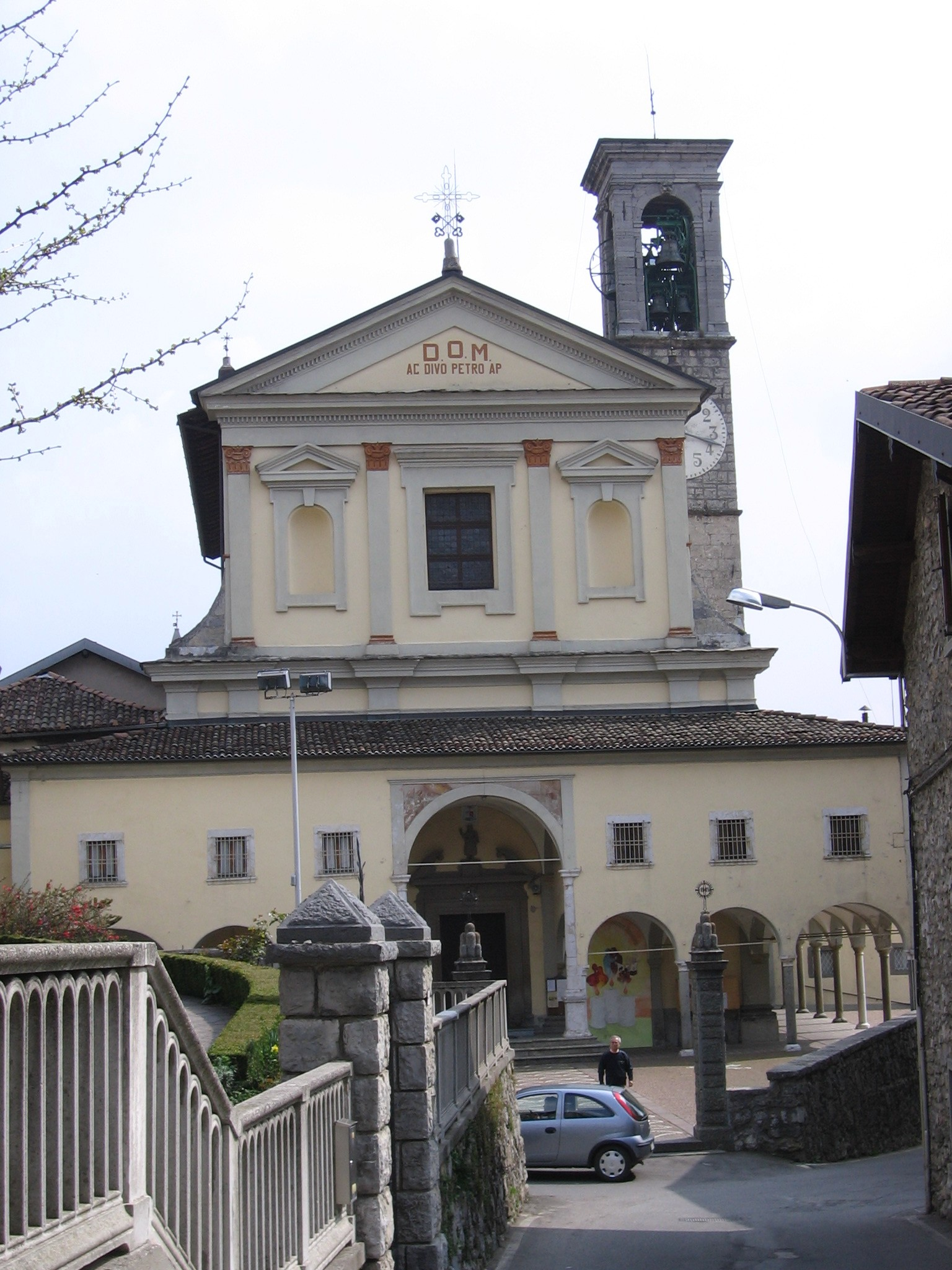
Pfarrkirche S. Pietro
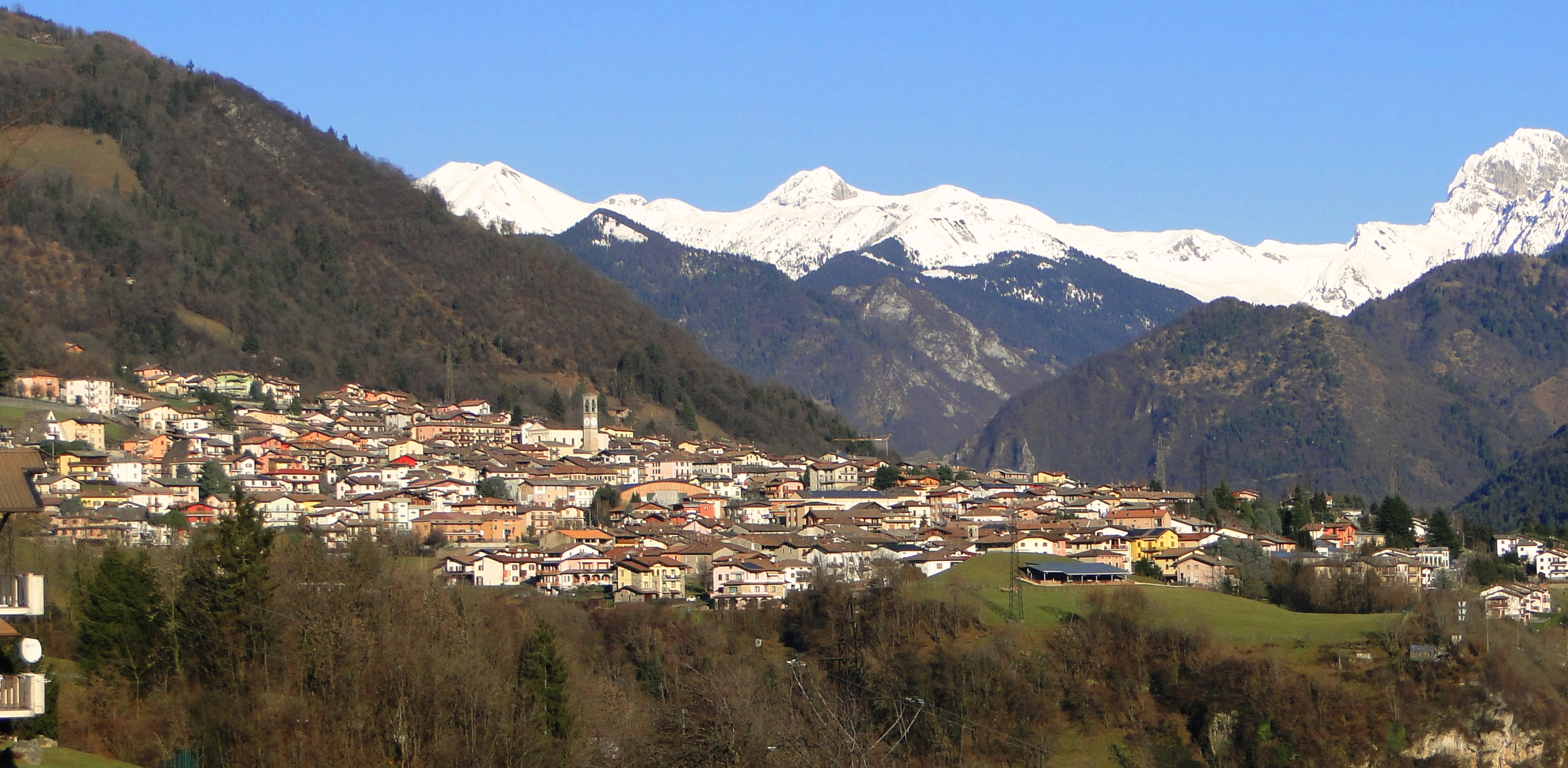
Parre
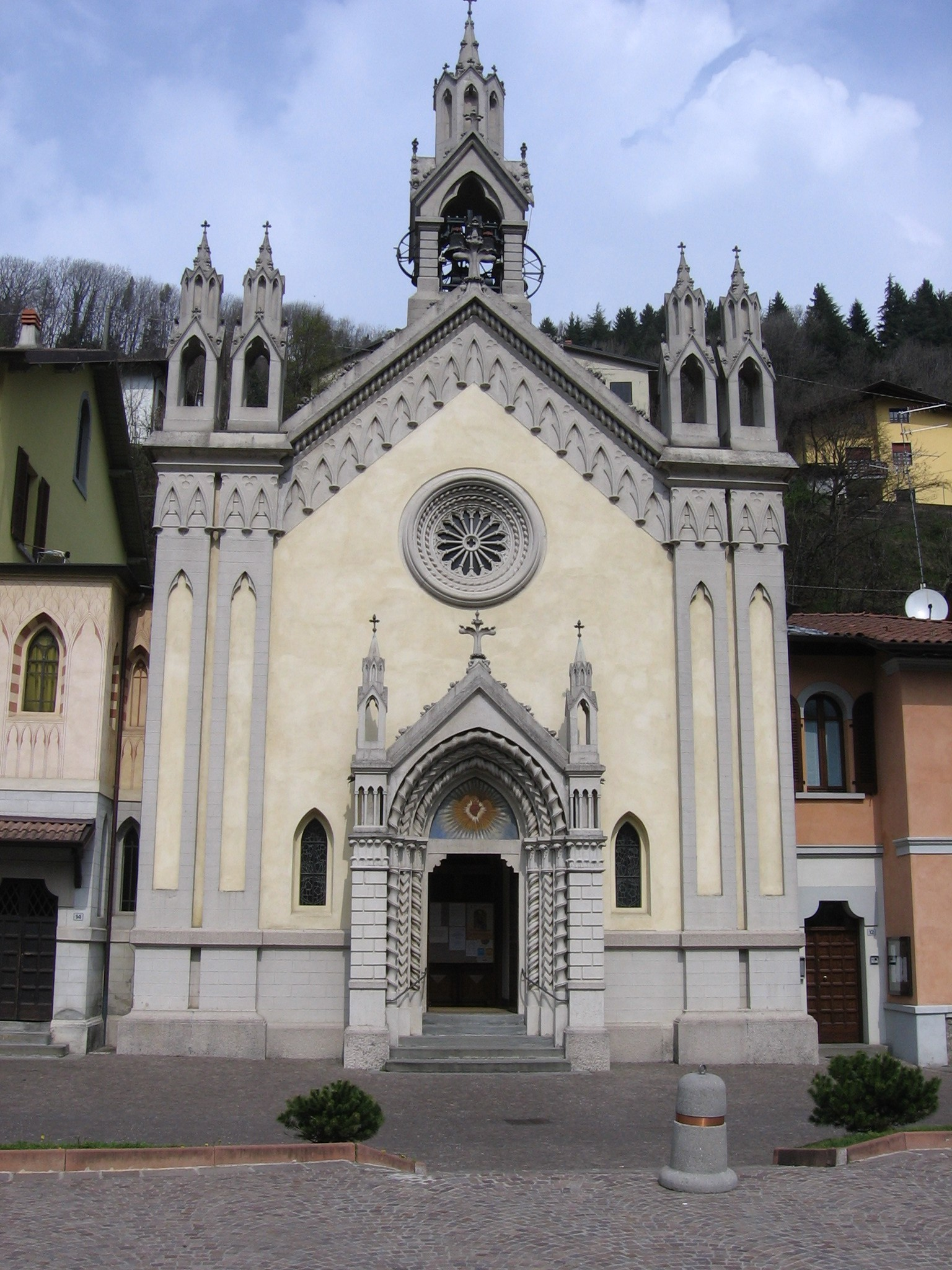
Pfarrkirche Ortsteil Ponte Selva